# Yarani
Der Yarani (im Unterlauf Banoroni)  ist ein Nebenfluss des Marahoué in der Elfenbeinküste.

## Verlauf
Der Fluss hat seine Quellen im Südosten des Distrikts Denguélé, im Norden der Elfenbeinküste, nahe denen des Marahoué. Er fließt in südliche Richtung und bildet auf einem kurz nach seinem Ursprung für knapp 15 km die Grenze zwischen Denguélé und Woroba. Erst nach über der Hälfte seines Weges nimmt er seinen ersten wichtigen Nebenfluss, den Gbara von rechts auf. Bald darauf fließt er an der Stadt Séguéla vorbei; ab dort ändert er seinen Namen in Banoroni. Hier mündet sein zweiter wichtige Nebenfluss, der Kohoue. Auch ändert er seine Richtung und fließt nun relativ geradlinig nach Ostsüdosten. Der Banoroni mündet schließlich 20 km südwestlich von Mankono in den Marahoué.

## Hydrometrie
Die Durchflussmenge des Yarani wurde am Pegel Séguéla bei einem großen Teil des Einzugsgebietes in m³/s gemessen.